# フレイ (ゲーム)
『フレイ』（FRAY）は、マイクロキャビンが開発し、1990年12月6日にMSX2/2+用とMSXturboR用でそれぞれ発売されたアクションロールプレイングゲーム。同社が開発したサークシリーズのスピンオフ作品。
後に家庭用ゲーム機にタイトル名を変更して移植され、プロジェクトEGG向けにも配信された（#移植版）。

## ゲーム内容
『サーク』のヒロインのひとり、フレイア・ジェルバーン（通称フレイ）が主人公。ゲーム内容は、魔法の杖から発する魔法弾で次々とモンスターを倒しながら前へ進んでいくというもの。途中の町ではRPG風の会話も用意されている。
表現にインパクトのある魔法攻撃も、本作におけるフレイの特徴である。これにより、フレイは「サークシリーズにおける最強のキャラ」と評されることもあった。この特徴は、シリーズ完結編『サークIII』にも盛り込まれている。
シリーズの時系列上では『サークII』（1990年）とほぼ並行しており、エンディングでラトクに追いつく直前（『サークII』でフレイがデスマウンテンへ出航するラトクに追いつくシーンに該当）までが描かれる。
MSXturboR版ではフレイがサンプリングされた声でしゃべる。なおMSXturboR版とMSX2版ではオープニングもエンディングも異なっている。

## あらすじ
森でモンスターに襲われ、動けなくなっていたところを『サーク』の主人公ラトク・カートに助けられ、恋に落ちた女の子フレイア・ジェルバーン。ラトクのそばに居たい、役に立ちたいと願い、彼女は魔導士になることを決意する。3年の修行の後、魔導都市ミルセイアの魔法学校を卒業して町に戻ったフレイを待っていたのは、ラトクの母に託された置き手紙。すでにラトクはバヌワの町へ向けて旅立った後であった。失意の底に沈むフレイ。そんな彼女を励ましたのは、恋のライバル・エリスだった。フレイはラトクの後を追う決心をする。

## 登場人物
声は MSX・PC98版 / PCエンジン版
フレイア・ジェルバーン
声：堀口しのぶ / 柴田由美子
本作の主人公。16歳。魔導士の少女。通称フレイ。『サーク』の時点では、怪我をして倒れているところをラトクに助けられ、惚れてしまう。以後、ラトクの役に立ちたいため魔法学校に入学して魔導士となる。『サークIII』でラトクとパーティーを組むメンバーの1人。
ミル・グラード
声：- / 古谷徹
魔法学校の先生。24歳。独身。魔法学校の元生徒。MSX版およびPC版と、PCエンジンでは、容姿・口調がやや異なる。本作ではフレイのサポート的な役割を果たしている。
ミリアム・スイート
声：- / 久川綾
ゲーム中盤でフレイと知り合う、少女。通称ミリー。10歳。魔導士に憧れ、フレイに懐く。終盤でミルとルザーク先生の窮地を救った。実は魔力が強く、その後魔法学校に入学する。
ルトク・ハート
声：- / 古谷徹
ラトクに似た少年剣士。終盤でフレイと知り合う。自己中心的で女好きの性格。
ルザーク
魔法学校の先生。2年前に魔導士アマドゥクに体を乗っ取られた後に姿を消し、行方不明となっていた。
魔導士アマドゥク
声：- / 永井一郎
最強の魔導士。何百年も前に死亡している。何百年も前に肉体は滅びその魂は、他の人々の体を使い生き延びてきた。
ク・オル城を創り出した古の文明遺産の中に、自身の思いで進化する力を我がものにし、妖魔を超える力となって神になることを企む。冥界の神を召喚し、我が肉体として目論むが、冥界の神との召喚に失敗したことで、自身の力を与えこの地の神になろうと自身の魂と冥界の神の肉体と融合する。
ダーク・メア
『フレイ』のラストボス。魔導士アマドゥクによって召喚された冥界の神。最後は魔導士アマドゥクの魂と融合し、フレイに襲いかかる。最後はフレイの活躍により倒され、異世界に還っていった。
エンドラ
声：谷口恵津子 / -
フェアレスの町の魔法使い。ラトクを手伝いたいと相談したフレイに魔術の素質を認め、魔法学校への入学を薦めた。
エリス
ゲームオープニングでの表記は「ライバルのエリス」、18歳。フェアレスの町長の孫でラトクの幼なじみでラトクを巡ってのフレイの恋敵。ラトクに置いて行かれて泣いているフレイを励まして後を追う旅に踏み切らせた。本人いわく「複雑な気分」。
ピクシー
隠しゲーム『GOGOピクシー』で主人公として登場し、ラスボスに化したフレイと対峙する。

## 移植版
| No. | タイトル                     | 発売日         | 対応機種                | 開発元           | 発売元             | メディア                                              | 型式        | 備考               |
| --- | ---------------------------- | -------------- | ----------------------- | ---------------- | ------------------ | ----------------------------------------------------- | ----------- | ------------------ |
| 1   | フレイ                       | 1991年12月20日 | PC-9801/PC-88VA         | マイクロキャビン | マイクロキャビン   | 3.5インチフロッピーディスク 5インチフロッピーディスク | 15445 15455 | PC-98/88VA両対応。 |
| 2   | フレイ～修行編～             | 1991年12月27日 | ゲームギア              | マイクロキャビン | マイクロキャビン   | 2メガビットロムカセット                               | T-52037     |                    |
| 3   | フレイCD サーク外伝          | 1994年3月30日  | PCエンジンSUPER CD-ROM2 | マイクロキャビン | マイクロキャビン   | CD-ROM                                                | MCCD4005    |                    |
| 4   | フレイ                       | 2002年5月17日  | Windows                 | マイクロキャビン | ボーステック       | ダウンロード （プロジェクトEGG）                      | -           | MSX2版の移植       |
| 5   | フレイ                       | 2009年7月28日  | Windows                 | マイクロキャビン | D4エンタープライズ | ダウンロード （プロジェクトEGG）                      | -           | PC-9801版の移植    |
| 6   | フレイCD サーク外伝          | 2012年9月14日  | Windows                 | マイクロキャビン | D4エンタープライズ | ダウンロード （プロジェクトEGG）                      | -           | PCエンジン版の移植 |
| 7   | フレイ                       | 2014年9月23日  | Windows                 | マイクロキャビン | D4エンタープライズ | ダウンロード （プロジェクトEGG）                      | -           | MSX2版の移植       |
| 8   | EGGコンソール フレイ PC-9801 | 2025年7月3日   | Nintendo Switch         | マイクロキャビン | D4エンタープライズ | ダウンロード                                          | -           | PC-9801版の移植    |

PC-9800シリーズ
PC-88VAでも動作可能
サンプリングされた声でフレイがしゃべるが、オープニング・エンディングは先行するMSX版2種類を合成した形態となっている。
ゲームギア版
魔法学校での修行の話がメインである。

## スタッフ
MSX版
- メイン・スタッフ
  - ディレクション、システム・プログラミング、シナリオ・ライティング：中津泰彦
  - ゲーム・デザイン：中津泰彦、末永仁志
  - グラフィック・デザイン：末永仁志
  - 音楽：新田忠弘
  - PSG版編曲：笹井りゅうじ
  - 演奏：PSG&OPLL プラザース
  - サブ・グラフィック・デザイン：陣内靖弘
- TRスタッフ
  - TRサブ・システム・プログラミング：三曽田明
  - オープニング・デモ：山川富士男
  - エンディング・デモ：青木正二郎
  - オープニング/エンディング グラフィック・デザイン：古屋賢三
- サブ・スタッフ
  - シナリオ・システム、BGMドライバ：山田浩司
  - VRシステム・オリジナル：山田浩司、三曽田明
  - VRシステム・ツール・オリジナル：永井勝也
  - 企画、原案：柳島秀行
  - 設定協力：加藤雅史
  - アート・ディレクション：谷口恵津子
  - イメージ・イラストレーション：ここまひ

PC-9801版
- メイン・スタッフ
  - ディレクション、シナリオ・ライティング、システム・プログラミング：中津泰彦
  - ゲーム・デザイン：中津泰彦、末永仁志
  - グラフィック・デザイン：末永仁志
  - サブ・グラフィック・デザイン：陣内靖弘
  - オープニング/エンディング グラフィック・デザイン：古屋賢三
  - 音楽：新田忠弘
  - 演奏：4オペレーターズ&SSGオーケストラ
- サブ・スタッフ
  - シナリオ・システム、BGMドライバ：山田浩司
  - VRシステム・オリジナル：山田浩司、三曽田明
  - VRシステム・ツール・オリジナル：永井勝也
  - 企画原案：柳島秀行
  - 設定協力：加藤雅史
  - アート・ディレクション：谷口恵津子
  - イメージ・イラストレーション：ここまひ

PCエンジンSUPER CD-ROM2
- 企画：末永仁志、伊藤勝己
- 原案：柳島秀行
- シナリオ原案：中津泰彦
- キャラクター・デザイン、イメージイラスト：ここまひ
- ゲーム・デザイン：中津泰彦、末永仁志
- メイン・プログラム：伊藤勝己
- サブ・プログラム：田中豪
- ビジュアル・デザイン：奥田泰光
- 音楽：新田忠弘
- 音声編集：福田康文
- シナリオ：泉正人
- ビジュアル：末永仁志、古屋賢三、奥田泰光
- マップ・デザイン：末永仁志
- 広報、営業：樋口恵津子、伊藤栄晃
- マニュアル・デザイン：小塚元啓
- スペシャル・サンクス：斎藤俊秀、山田浩司、陣内靖弘
- 制作総指揮：出口等

## 評価
ゲームギア版
ゲーム誌『ファミコン通信』の「クロスレビュー」では4・5・6・4の合計19点（満40点）となっている。
PCエンジンSUPER CD-ROM2版
- ゲーム誌『ファミコン通信』の「クロスレビュー」では7・5・5・5の合計22点（満40点）[14]、『電撃PCエンジン』では75・80・90・70の平均78.75点（満100点）、『PC Engine FAN』の読者投票による「ゲーム通信簿」での評価は以下の通り22.5点（満30点）となっている[15]。

| 項目 | キャラクタ | 音楽 | お買得度 | 操作性 | 熱中度 | オリジナリティ | 総合 |
| 得点 | 4.4        | 3.8  | 3.5      | 3.6    | 3.7    | 3.6            | 22.5 |

- ゲーム本『懐かしゲーム機大百科 PCエンジン完全ガイド 1987-1999』では、ダメージの程度によって右上にあるフレイの表情が変化する事に対して肯定的に評価した[16]。

## シリーズ作品
- サーク - サークシリーズ最初の作品。
- サークII - 『サーク』の続編。
- サークIII - 『サークII』の続編。シリーズ完結編。
- Xak -ガゼルの塔- - サークシリーズ外伝。時系列的には『サークII』と『サークIII』の間。